# Xian de Yishui

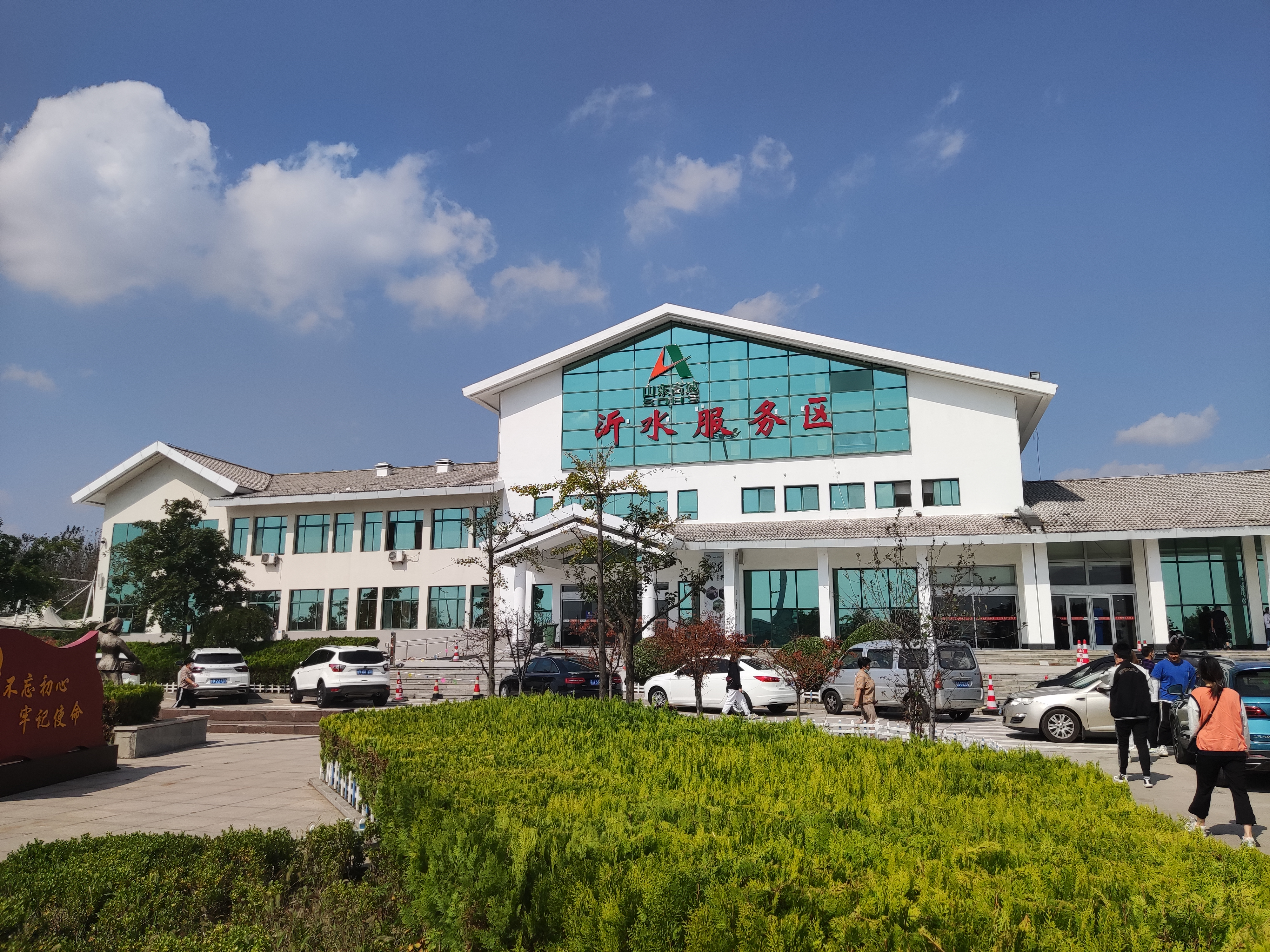

Le xian de Yishui (沂水县 ; pinyin : Yíshuǐ Xiàn) est un district administratif de la province du Shandong en Chine. Il est placé sous la juridiction de la ville-préfecture de Linyi.

## Démographie
La population du district était de 1 115 927 habitants en 1999.